# Vorstendom Tmoetarakan
Het vorstendom Tmoetarakan  was een Russisch vorstendom dat bestond in de 10e-11e eeuw met als centrum de stad Tmoetarakan (het huidige Taman) aan de Straat van Kertsj. Het werd vermeld in de Russische kronieken en in "Het lied van de veldtocht van Igor". Omdat de exacte locatie van het vorstendom onbekend was, werd lang gedacht dat het fictief was. In 1792 werd op de plaats van de ruïnes van Tmoetarakan door archeologen de Tmoetarakan-steen ontdekt.
Traditioneel wordt aangenomen dat het vorstendom het grondgebied omvatte van de oostelijke Krim tot aan de uitlopers van de Kaukasus, en dat het een belangrijke politieke entiteit was. Aan de andere kant werd de hypothetische aard van dergelijke constructies opgemerkt.

## Geschiedenis
Er zijn geen bronnen voor de exacte datum van verovering door de Kievse Roes. Er wordt aangenomen dat dit ofwel gebeurde tijdens de oostelijke campagne van Svjatoslav I in 965, ofwel tijdens de Chersonesos-campagne van Vladimir in 988. Eerder maakte dit gebied deel uit van het Chazaarse kanaat, daarna behoorde het tot het Byzantijnse Rijk en daarvoor was het de kern van het Bosporuskoninkrijk.
In de tweede helft van de 10e eeuw maakten de noordelijke regio van de Zwarte Zee, de Zee van Azov, de oostelijke Krim met Kortsjev (Kertsj), het fort van Belaja Vezja (Sarkel) en Tmoetarakan (Taman) deel uit van het vorstendom Tmoetarakan en stonden onder haar controle.
In 988/1010-1036 was het vorstendom in het bezit van Mstislav Vladimirovitsj (†1036). In 1022 veroverde Mstislav de Kassogen (Circassiërs) en doodde hun vorst Rededja in een duel. Na deze overwinning stichtte hij in Tmoetarakan de Kerk van de Maagd, een structuur die net zo belangrijk was voor de Oud-Russische architectuur als de Kerk van de Tienden in Kiev, aangezien het, in tegenstelling tot de vroegste Russische kerken een stenen structuur was, met fresco's en een grootte van 16,5 m lang en 10,65 m breed.
In 1024 vond de Slag bij Listven plaats, die het gezag van het vorstendom Tmoetarakan consolideerde. In 1030 voerde Mstislav een campagne tegen Shirvan. In 1032 volgde de tweede campagne tegen Shirvan, in alliantie met de Sarir en de Alanen. In 1033 voerde de vorst samen met de Alanen een derde, mislukte campagne tegen deze Transkaukasische staat.
Sinds 1054 maakte het vorstendom Tmoetarakan deel uit van de bezittingen van de vorst van Tsjernigov, Svjatoslav Jaroslavitsj. In de 2e helft van de 11e eeuw regeerden zijn zonen Gleb, Roman en Oleg Svjatoslavitsj over het vorstendom. In de latere periode werd het herhaaldelijk veroverd door andere vorsten. In de 11e eeuw sneden de Kiptsjaakse nomaden Tmoetarakan af van Rusland in het noorden.
In 1083 regeerde Oleg Svjatoslavitsj, de laatste vermelde vorst van Tmoetarakan, met de hulp van de Byzantijnse vloot in Tmoetarakan. Hij verschijnt onder de naam Michael als de Byzantijnse archont van Matarcha, Zichia en heel Chazaria. 

### Economie
Het vorstendom Tmoetarakan had een gunstige positie en beheerste meerdere handelsroutes tegelijk, waaronder een deel van de strategische handelsroute die de Dnjepr en de Zwarte Zee via de Straat van Kertsj en de Don verbond met de Kaspische Zee. Door de Straat van Kertsj liep ook de handelsroute over land naar de Krim zelf.
Van haar voorgangers erfde het vorstendom Tmoetarakan de structuur van de economie, waarbij in de landbouwsector de productie van wijn opviel. In tegenstelling tot andere Russische vorstendommen, waar de teelt van druiven om klimatologische redenen onmogelijk was, produceerde Tmoetarakan dit waardevolle exportartikel.

### Einde van het vorstendom
De laatste keer dat Tmoetarakan in Russische kronieken werd genoemd was onder 1094, in verband met het bewind van Oleg Svjatoslavitsj, die waarschijnlijk het vorstendom regeerde tot zijn dood in 1115. In Arabische bronnen wordt het vorstendom Tmoetarakan indirect genoemd door de geograaf al-Idrisi in 1159, die in zijn Tabula Rogeriana de Straat van Kertsj "de monding van de Russische rivier" noemt. Hij noemt ook de nog onbekende stad "Roeska" in de Straat van Kertsj. Dezelfde stad komt samen met Matarcha (Tmoetarakan) ook voor in de in 1169 en 1192 gesloten overeenkomsten van de Byzantijnse keizers met de Genuezen.
Na de Slag aan de Kalka in 1224 werd het Krimse deel van het vorstendom ingenomen door de Gouden Horde, en de moslimkroniekschrijver Ibn al-Asir (1160-1233) schreef dat "veel van de nobele kooplieden en rijke Russen vluchtten om hun levens, eigendommen en goederen te redden".

## Archeologie

### Tmoetarakan-steen
Het vorstendom Tmoetarakan is bekend van de Tmoetarakan-steen, waarop vorst Gleb Svjatoslavitsj, die door zijn vader Svjatoslav, vorst van Tsjernigov, gestuurd werd om over het vorstendom Tmoetarakan te regeren, in 1068 de resultaten noteerde van het meten van de afstand over ijs over de Straat van Kertsj tussen de twee belangrijkste steden van het vorstendom, die de handelsroute door de Straat beheersten: Tmoetarakan en Kortsjev (het huidige Kertsj). De gemeten afstand was 14.000 machovaja sazjen, hetgeen overeen komt met 24 km. Dit komt zeer nauwkeurig overeen met de afstand tussen de centrale kerken van Kertsj (de kerk van St. Johannes de Doper) en Tmoetarakan (de kerk van de Maagd). 
"In de zomer van 6576 [i.e. 1068], indictie 6, mat vorst Gleb de zee op het ijs van Tmoetarakan tot Kortsjev als 14.000 sazjen"

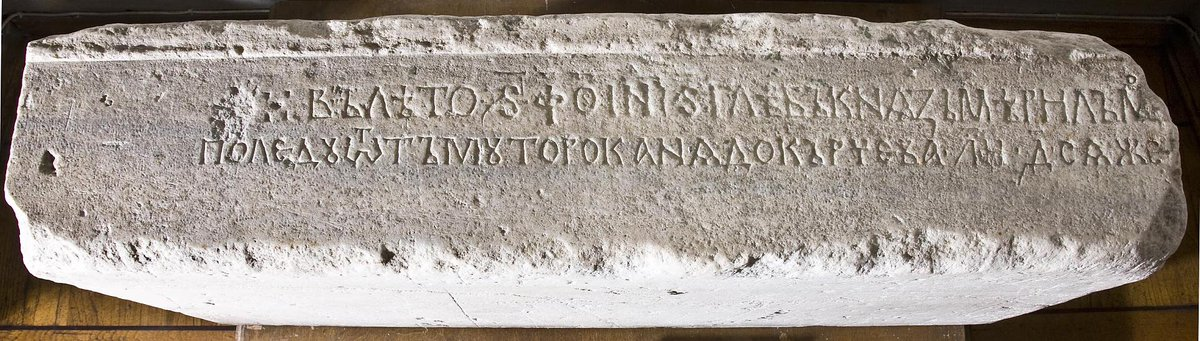
de Tmoetarakan-steen, waarop vorst Gleb de afstand noteerde tussen de belangrijkste steden van het vorstendom - Tmoetarakan en Kortsjev

Het zicht tot de horizon is slechts 4,7 km, en zelfs vanaf een heuvel aan de rechterkant van Kertsj kon men slechts tot het midden van de zeestraat zien. Het is niet duidelijk hoe hij onder dergelijke omstandigheden de afstand met zo'n nauwkeurigheid kon bepalen.  Als er een vijandelijk garnizoen in Kertsj was gelegerd, zou het moeilijk zijn geweest om meetwerkzaamheden halverwege op het ijs uit te voeren. Deze zouden de acties van de vorst nauwelijks als wetenschappelijk hebben beoordeeld, maar eerder als een militaire missie die kon leiden tot een gewapend conflict. De Tmoetarakan-steen wordt daarom gezien als een van de belangrijkste bewijzen van gelijktijdige controle over beide zijden van de straat, althans tijdens de metingen. Albina Medyntseva geloofde dat het directe doel van de inscriptie was om de rechten van Gleb op de vorstendommen aan beide oevers van de Straat van Kertsj te bevestigen. 
Tegelijkertijd bestaat er de mening dat de Tmoetarakan-steen en de inscriptie erop geen bewijs zijn dat de oostelijke Krim deel uit maakte van het vorstendom. Boris Rybakov zag de waarschijnlijke oorzaak van Gleb's acties slechts in een symbolische definitie van de afstand tussen Europa en Azië. Viktor Tsjchaidze schreef dat de alleen in de inscriptie op de steen gevonden Russische naam Kortsjev (Oudrussisch: Кърчевъ) ook geen bewijs kon zijn van de ondergeschiktheid van de stad aan Tmoetarakan, en dat sommige van de ontdekte munten met de namen van Russische vorsten moderne vervalsingen waren.

### Tmoetarakan
De hoofdstad van het vorstendom Tmoetarakan was een krachtig stenen fort, in de 9e eeuw gebouwd door de Chazaren en in de 11e eeuw voltooid door de Roes. De ruïnes van de stad zijn tot op de dag van vandaag bewaard gebleven.
Svetlana Pletnjova voerde opgravingen uit nabij de muur van Tmoetarakan. Volgens de door Pletnjova doorgevoerde datering van de verschillende soorten aardewerk is te zien dat nadat Svjatoslav de Chazaarse gebouwen in de stad in de 10e eeuw in brand had gestoken, waarbij alleen de verdedigingsmuur overbleef, het Chazaars aardewerk uit de stad verdween en kleine fragmenten van oud-Russisch aardewerk domineren. Vanaf de 11e eeuw komt hiernaast alleen eenvoudig gedraaid aardewerk voor, zonder specifieke culturele referentie. Volgens deze analyse domineerden de Russen de nederzetting tot het afbranden van de stad in de 13e eeuw door de Mongolen. 
Pletnjova's onderzoek wijst op de extreem krachtige muren van de stad: 7,6 meter dik en gemaakt van leemsteen. De Russen versterkten vervolgens de muur met een bijna 1 meter dikke stenen bekleding, waarschijnlijk tegen stormrammen. De hoogte van de muur is onbekend, maar Pletnjova vermoedde dat de hoogte minstens twee keer de dikte was, dwz. vanaf 16 meter. Aan het begin van de 11e eeuw bouwden de Russen er een geplaveide strook voor om de muur te beschermen tegen het binnendringen van vocht. Ook werden lemen dilatatievoegen in de muur aangebracht, kennelijk ter bescherming tegen aardbevingen.
In die tijd werd de stad in geschreven bronnen het "Russische eiland" genoemd. De Koeban-delta zag er anders uit, en de stad werd van het vasteland gescheiden door armen van de rivierdelta, die uitmondden in zowel de Zee van Azov als de Zwarte Zee. Tegelijkertijd vormden de kanalen van de Koeban-delta talloze zoetwatermeren. De muur van de stad was direct aan de oever van een van deze meren gebouwd, welke tegenwoordig is opgedroogd. Vanaf de kant van de zee had de stad geen hoge muren nodig, aangezien de kust een bijna verticale klif vormde. Gezien de afwezigheid van brandlagen was niemand in staat om de stad stormenderhand te veroveren, tot de Mongoolse invasie in de 13e eeuw.
Aan de kant van de Straat van Kertsj had Tmoetarakan een zeer gunstige haven, aan beide kanten beschermd door kapen. Het krachtige fort en de voor die tijd grote zeehaven, gelegen aan een drukke handelsroute, bepaalden de keuze van Tmoetarakan als de hoofdstad van het vorstendom. De stad had geplaveide straten, en veel gebouwen waren gemaakt van steen met marmeren bekleding.
In Tmoetarakan is de fundering van de kerk van de Maagd uit de 11e eeuw bewaard gebleven, evenals andere gebouwen die verband houden met het bisdom Tamatarch. Volgens onderzoekers werd de kerk gebouwd volgens een plattegrond vergelijkbaar met de kerk van St. Johannes de Doper in Kertsj. De kroniekschrijver van de Kievse Roes Nikon Petsjerski werkte in het bisdom Tamatarch.
De archeologie wijst op sporen van het verblijf van Russische soldaten in Tmoetarakan. Er werd een stenen mal gevonden voor het gieten van decoratieve metalen platen voor riemen, welke in de 10e eeuw door Russische krijgers werden gedragen. Op een boog werd een inleg gevonden met het Rurikiden-teken, hetgeen aangeft dat de Tmoetarakan-vorst Mstislav Vladimirovitsj de eigenaar was.

### Kortsjev

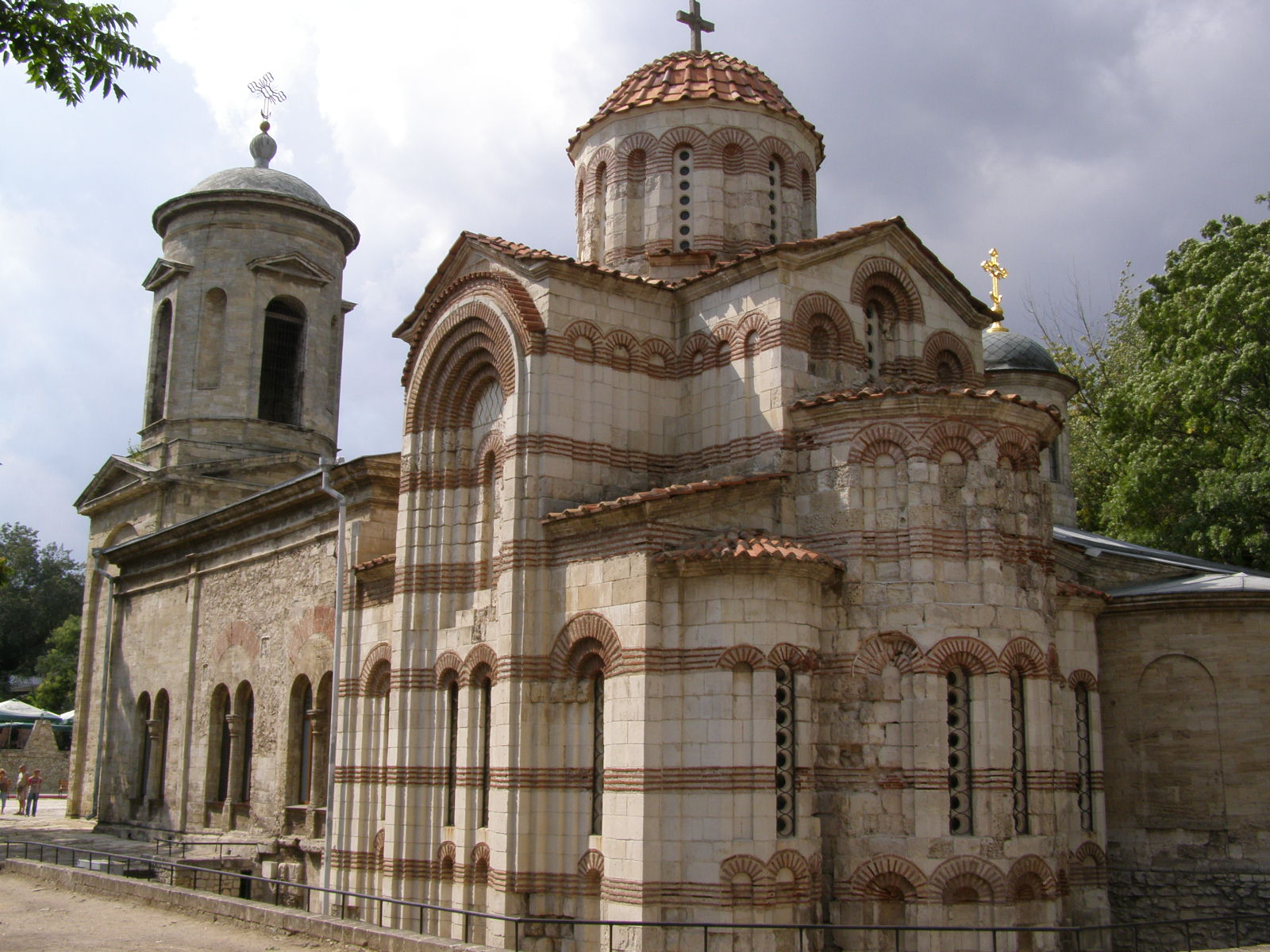
de kerk van Sint Johannes de Doper, gesticht in 717

In Kortsjev, het huidige Kertsj, stond de stenen Byzantijns-orthodoxe kerk van St. Johannes de Doper uit de 6e eeuw. De tempel, gerestaureerd in de 10e eeuw, is perfect bewaard gebleven.
De kerk bevond zich in het Byzantijnse fort Bosporus, gebouwd door Justinianus I, dat vervolgens eeuwenlang van hand tot hand ging. Keizer Constantijn VII heeft documenten uitgegeven met betrekking tot de herbouw van het fort na de val van de Chazaren. Het Taktikon van Ikonomidis wijst op het belang van het fort in verband met de territoriale expansie van Rusland naar de Krim. Volgens de bronnen bouwden de Russen de stad Roeska nabij Bosporus, welke nog niet is gevonden door archeologen, maar die wordt vermeld in de overeenkomsten tussen de Byzantijnen en de Genuezen in 1169 en 1192, samen met Tmoetarakan (Matarcha), dat wil zeggen, als een stad van vergelijkbaar belang. De Tmoetarakan-steen geeft aan dat Kertsj uiterlijk in 1068 onder de controle van de Roes kwam. Het is goed mogelijk dat Bosporus in 1016 werd veroverd tijdens de onderdrukking van de opstand van Georgios Tzoulas, die daar zijn toevlucht had gezocht nadat hij uit Chersonesos was gevlucht. Georgios Tzoulas was een opstandige Griekse strateeg, en Byzantium wendde zich tot de Russische vorsten met het verzoek de separatist te helpen elimineren. Het verlies van controle over Bosporus wordt indirect bevestigd door Byzantijnse bronnen in 1057, wijzend op slechts twee thema's in Taurica - Chersonesos en Sugdea (het moderne Soedak).
Onder de oude Russische steden van die tijd was zelfs Kiev slechts omheind met een eenvoudige aarden wal met houten bovenbouw, die niet moeilijk te overwinnen was voor een serieuze aanval door zowel Russische vorsten als door Batu Khan, die Kiev in 1240 in brand stak. Het vorstendom Tmoetarakan had een krachtige stenen burcht, die de Genuese en Turkse reconstructies deels kon overleven, totdat de muren in 1829 uiteindelijk werden ontmanteld omdat ze de groei van Kertsj belemmerden. Tijdens opgravingen kon Tatjana Makarova vaststellen dat het fort tijdens het vorstendom Tmoetarakan nog steeds de constructie van Justinianus I behield, aangezien het was gebouwd van baksteen met Byzantijns opus spicatum-metselwerk. Door hun breedte is het moeilijk om de hoogte van de citadelmuur vast te stellen. Er werd zeer sterke en dure gebrande plintsteen gebruikt, en de muur had van binnen een doorgang voor de soldaten.
De Byzantijnse stad Bosporus veranderde in het Russische Kortsjev, van Russisch kortsja, "smidse", wat duidt op de aanwezigheid van een grote productie van metalen wapens en andere metalen artikelen. De stad ontving de gouverneur van de Tmoetarakan-vorst, aangezien er loden hangende zegels van de vorstelijke gouverneur Ratibor zijn gevonden, en er zijn ook veel munten van het vorstendom Tmoetarakan gevonden. Hangende zegels werden meestal aan officiële documenten bevestigd als bescherming tegen vervalsing, wat meestal duidt op het werk van het ambt van een Russische vorst of zijn gouverneur. De Tmoetarakan-munten waren fiatgeld, dat wil zeggen, hun nominale waarde was hoger dan de werkelijke waarde van het zilver dat erin zat. Dergelijke munten kunnen niet circuleren in een gebied zonder formele autoriteit over het grondgebied van de uitgever.
In Bosporus kwam Slavisch aardewerk minder vaak voor, maar in begrafenissen werden Novgorodse glaskralen gevonden. Niettemin volgde in het door archeologen onderzochte deel van Kertsj de meerderheid van de bevolking een provinciaal-Byzantijnse manier van leven. Byzantijnse gewoonten betekenden niet dat men de Griekse nationaliteit had, maar toonden de culturele toewijding van de geromaniseerde Bulgaren, Goten en andere volkeren van de multi-etnische stad. Zoals Vadim Majko opmerkt, laat de archeologie in Kortsjev en Tmoetarakan zien dat het geromaniseerde deel van de bevolking simultaan hun gewoonten veranderden met betrekking tot huishoudelijke artikelen en de architectuur van privégebouwen, wat de gemeenschappelijkheid van deze twee steden aangeeft. Majko noemt dit fenomeen een Russisch-Byzantijns condominium, waarbij impliciet de gewoonte werd overgenomen dat de bevolking noch de Russen noch de Byzantijnen steunde in de strijd om de macht in de stad, en deze behandelde als een formele wisseling van heersers. Vandaar zijn de grenzen tussen de Byzantijnse en Russische bezittingen op de Krim zeer voorwaardelijk.

### Soerozj
Vanaf de 15e eeuw verscheen "Het Leven van Stefan van Soeroz" in Russische collecties, waarin een verhaal over de campagne aan het begin van de 9e eeuw door de Russische vorst Bravlin, die Soerozj (Sougdaia, het huidige Soedak) stormenderhand veroverde. Tegelijkertijd werd naast de Russische versie van het Leven ook een korte Griekse versie van de tekst gevonden, waarin geen aflevering voorkomt met de aanval van vorst Bravlin op Soerozj.
Majko wijst op veel archeologische vondsten in Soedak uit de tijd van het vorstendom Tmoetarakan: leistenen kransen, beschilderde keramische eieren en het zegel van de Tmoetarakan-vorst Davyd Igorevitsj. Majko wijst met name op de ontdekking van Oud-Russische grivna. Dergelijke grote zilverbaren werden alleen gebruikt voor zeer grote financiële transacties, en zijn het bewijs van de aanwezigheid van een groot aantal Russische kooplieden. De verzamelde vondsten duiden volgens Majko niet alleen op de aanwezigheid van Russen in de stad, maar ook op het protectoraat van het vorstendom Tmoetarakan over Soedak ongeveer tussen 1050 en 1080. Dit zou betekenen dat de stad de jure werd beschouwd als een Byzantijns bezit, maar de facto werd gecontroleerd door Russische troepen.
In Soedak werden ook glazen Novgorod-kralen gevonden bij begrafenissen. Tegelijkertijd werd de aandacht gevestigd op het feit dat er meer Russische artefacten gevonden werden in Soedak en andere regio's van de Krim grenzend aan Kertsj dan in Kertsj zelf. Dit kan echter te wijten zijn aan het feit dat archeologisch onderzoek verre van volledig is, en er meer bij toeval zijn gevonden. De meeste artefacten die Majko onderzocht, werden bijvoorbeeld na 2005 door duikers ontdekt.

### Belaja Vezja
Naast het fort van Bosporus, gebouwd door de Byzantijnen op het grondgebied van het moderne Kertsj, verkreeg het vorstendom Tmoetarakan ook het machtige fort Sarkel, ook gebouwd van bakstenen. Het fort controleerde de belangrijkste handelsroutes. Het fort stond aan de Don en was de sleutel tot de toegang tot de Zee van Azov. Daarnaast beheerste het fort ook de Wolga-Don-portage. 
Sarkel werd in opdracht van de heersers van Chazarië gebouwd door Byzantijnse ingenieurs onder leiding van Petronas Kamateros, met toestemming van keizer Theophilos, die geïnteresseerd was in stabiele handel langs de routes die naar Byzantium leidden, met bescherming tegen overvallen op Petsjeneegse kooplieden. Kamateros, die met een vloot op de bouwplaats aankwam, stond voor het probleem van een volledig gebrek aan geschikte bouwmaterialen ter plaatse. Hij loste dit op door opdracht te geven in plaats van kalk schelpen te verbrijzelen en met de klei te mengen, en er werden vervolgens zeer sterke bakstenen uit verkregen. Het fort bevond zich op een kaap die door een gracht van de oever was gescheiden. Er was een tweede gracht bij de muur. De vorm van het fort was een vierhoek (193,5 m x 133,5 m). De dikke (3,75 m) en hoge (minstens 10 m) muren waren versterkt met torenrichels en massieve hoektorens. Het fort had verschillende verdedigingslinies. De binnenkant werd door een dwarswand in tweeën gedeeld. Het kleinere zuidwestelijke deel was alleen van binnenuit toegankelijk; in de zuidelijke hoek stond een versterkte vierkante toren of donjon.
In 965 werd Sarkel bestormd door vorst Svjatoslav Igorevitsj. Daarna werd de nederzetting in het Russisch Belaja Vezja genoemd. De aanwezigheid van een permanente Slavische bevolking daarin werd archeologisch bevestigd. Ondanks de afgelegen locatie van het fort en het kleine aantal inwoners, werden de krachtige vestingwerken pas in 1117 veroverd, toen de Kiptsjaken de stad verwoestten. Een epigrafische inscriptie op de muur van de St. Sophia-kathedraal in Kiev vermeldt een priester uit Belaja Vezja, Popin Tjatkjoesj. De mensen van Belovezjskaja Poesjtsja verhuisden naar het vorstendom Perejaslavl.

## Heersers van Tmoetarakan
- 988/1015 - 1036 - Mstislav Vladimirovitsj de Dappere (1036), ook vorst van Tsjernigov vanaf 1024; onderkoning van het vorstendom Tmoetarakan vanaf 988, onafhankelijk heerser 1015-1036
- 1054-1064 - Gleb Svjatoslavitsj (†1078), vorst van Novgorod vanaf 1068
- 1064-1067 - Rostislav Vladimirovitsj (†1066), vorst van Vladimir-Volynski 1057-1064
- 1067-1068 - Gleb Svjatoslavitsj (2e maal)
- 1069-1079 - Roman Svjatoslavitsj de Rode (†1079)
- 1081-1083 - Davyd Igorevitsj (c.1058-1112, vorst van Vladimir-Volynski 1087-1099, vorst van Dorogoboezj 1085, 1099-1112
- 1081-1083 - Volodar Rostislavitsj (†1124), vorst van Zvenigorod 1085-1092, vorst van Przemysl vanaf 1092
- 1083/1093 - 1115 - Oleg Svjatoslavitsj (†1115), vorst van Vladimir-Volynsky 1073-1076, Tsjernigov 1078, 1093-1096, vorst van Novgorod-Severski vanaf 1097; in ballingschap in Byzantium op het eiland Rhodos 1079-1093; vluchtte uit ballingschap naar Tmoetarakan in 1093, regeerde onafhankelijk 1093-1094